# Skeppersäng
Skeppersäng är ett naturreservat i Borgholms kommun i Kalmar län.
Området är naturskyddat sedan 1998 och är 74 hektar stort. Reservatet består i söder av blandlövskog med ekar och i norr av gammal tallskog. 